# Ольховка (Оренбургская область)
Ольховка — упразднённый посёлок в Кувандыкском районе Оренбургской области. На момент упразднения входил в состав сельского поселения Маячный сельсовет. Исключено из учётных данных в 2001 году.

## География
Располагался на правом берегу реки Алимбет ниже впадения в неё реки Тютя, на расстоянии, примерно, 10 километров к юго-востоку от посёлка Маячный.

## История
Предположительно основан в 1960-е годы, в период освоения целины, как одно из отделений совхоза «Кувандыкский».
В 1966 году Указом Президиума ВС РСФСР посёлок фермы № 7 совхоза «Кувандыкский» переименован в Ольховка.
Официально упразднён 31 августа 2001 года согласно Закону Оренбургской области от 22 августа 2001 года.